# Radoslav Látal
Radoslav Látal (ur. 6 stycznia 1970 w Ołomuńcu) – czeski piłkarz i trener piłkarski. Występował na pozycji pomocnika. W latach 1991–1993 reprezentant Czechosłowacji, a w 1994–2001 reprezentant Czech. Uczestnik Mistrzostw Europy 1996 i 2000.
Łącznie dla reprezentacji Czechosłowacji i reprezentacji Czech rozegrał 58 meczów i strzelił 3 gole. Podczas kariery grał w Sigmie Ołomuniec, Dukli Praga, FC Schalke 04 i Baníku Ostrawa.

## Sukcesy

### Piłka nożna
FC VSS Košice
- Zwycięzca Pucharu Słowacji (1): 2014

Piast Gliwice
- 2. miejsce w Ekstraklasie (1): 2015/16

Dynama Brześć
- Zwycięzca Superpucharu Białorusi (1): 2018